# الدوري الإنجليزي لكرة القدم 1986–87
الدوري الإنجليزي لكرة القدم 1986–87 (بالإنجليزية: 1986–87 Football League)‏ هو موسم من دوري كرة القدم الإنجليزي. فاز فيه نادي إيفرتون.